# Ériu

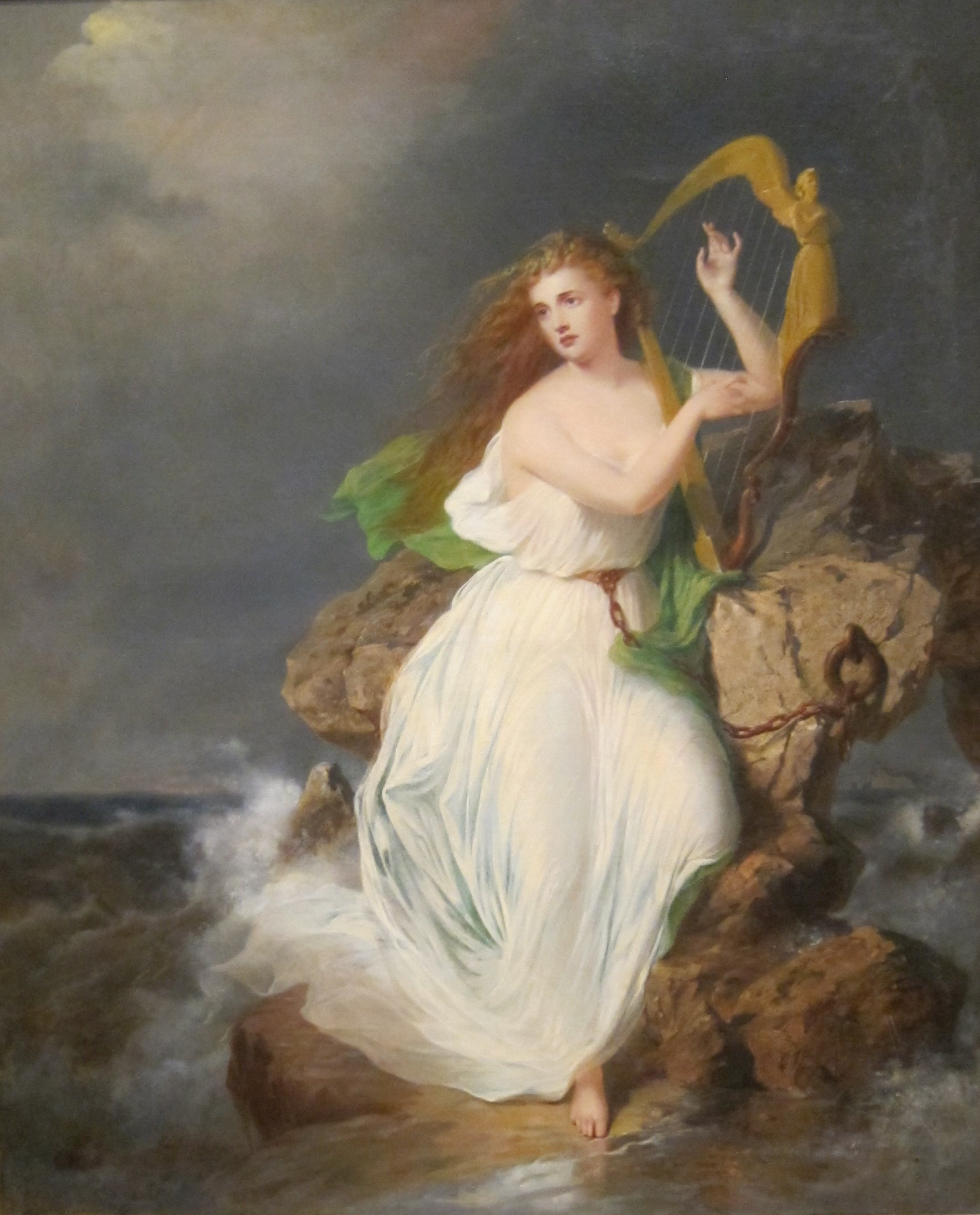
The Harp of Erin, pintado por Thomas Buchanan Read.

Ériu (/ˈeːrʲu/), también conocida como Éire o Erin, en la mitología irlandesa, hija de Ernmas de los Tuatha Dé Danann, era la matrona epónima diosa de Irlanda. Su marido era Mac Gréine (hijo del sol). Con el príncipe Elatha de los Fomorianos fue la madre de Bres. El nombre inglés para Irlanda viene del nombre Ériu y «land» que procede del germánico, el antiguo noruego o el anglosajón.

## Papel y representación mítica
Junto a sus hermanas, Banba y Fodla, era parte de un triunvirato importante de diosas. Cuando los milesianos llegaron de Galicia cada una de las tres hermanas pidió que su nombre fuera dado al país. Les fue concedido, aunque Ériu (Éire) se convirtió en el más usado, (Banba y Fodla todavía se utilizan a veces como nombres poéticos para Irlanda, así como Albión lo es para Gran Bretaña).
Ériu, Banba y Fodhla se consideran diosas de la soberanía. Según Seathrún Céitinn, las tres diosas irlandesas fueron las mismas Badb, Macha y Móirríoghan (Mórrigan). Al igual que Ériu, se dice que Badhbh es hija de Ernmas, es posible que ambas diosas sean, por consiguiente, equivalentes.

## Etimología
El léxico reconstruido proto-celta de la Universidad de Gales da la palabra Φīwerjon (nominativo singular Φīwerjō) como la etimología del nombre Ériu. Esta forma celta implica el término proto-indoeuropeo piHwerjon, relacionado con piHwer, «gordo». Esta palabra piHwer viene del sánscrito pīvan, pīvari (femenino) o pīvara que significan «gordo», «lleno», «abundante». Esto vendría a significar «tierra de abundancia».

## Alegoría de Irlanda
Erin se considera una de las personificaciones nacionales de Irlanda. Debido a que Hibernia fue muy empleada por los periódicos unionistas. Las publicaciones nacionalistas de Irlanda prefirieron usar la imagen de Erin y de Kathleen Ni Houlihan.

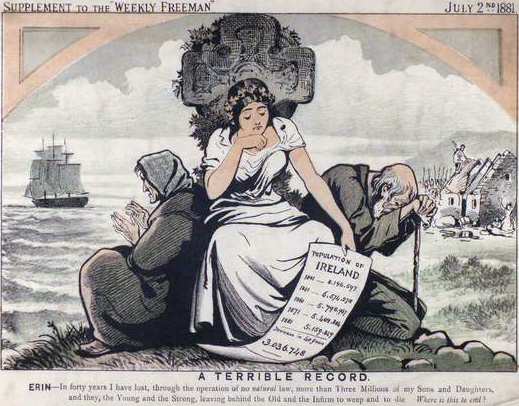
Erin aparece desolada al descubrir que ha perdido a más de tres millones de hijos (irlandeses) en cuarenta años
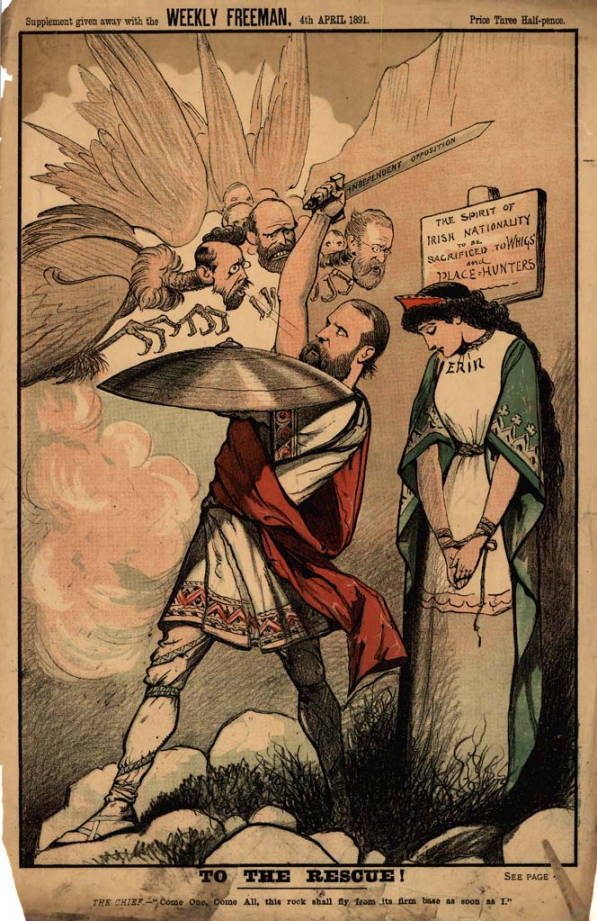
Charles Stewart Parnell protegiendo a Erin
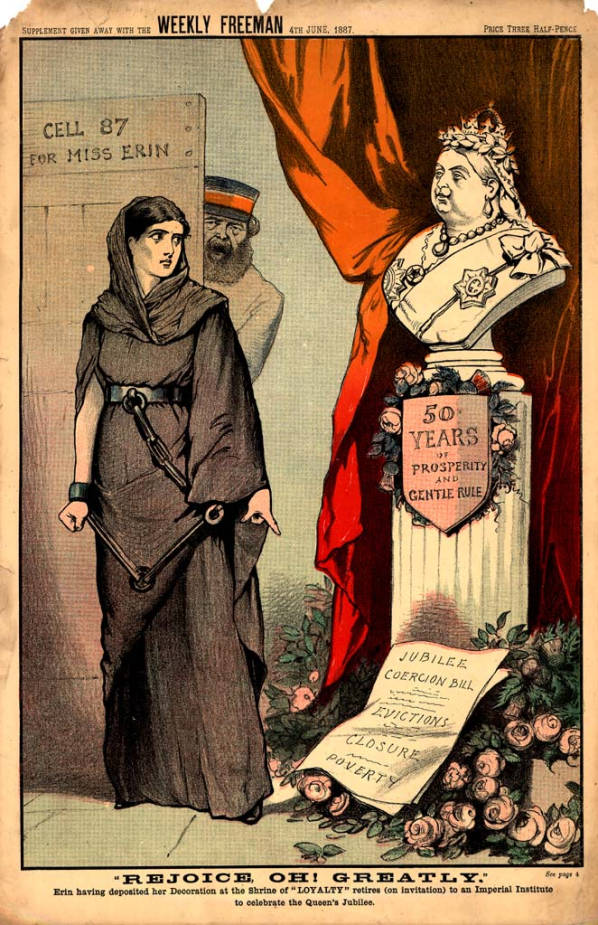
Lord Salisbury muestra a su presa —Erin— un busto de la Reina Victoria
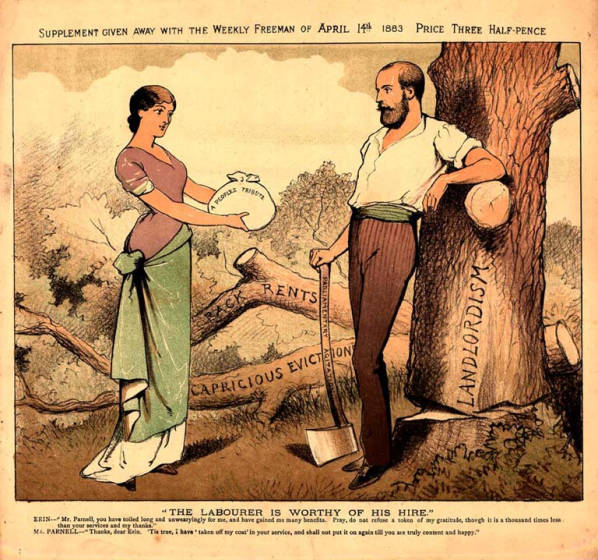
Erin ofrece a Charles Stewart Parnell un tributo del pueblo
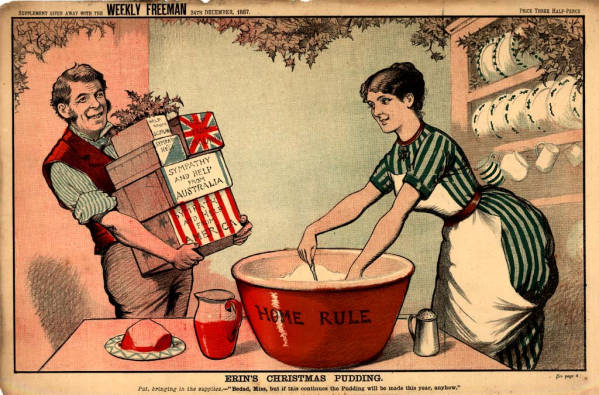
Erin hace un pudding mientras que Pat trae ingredientes de «ayuda internacional»
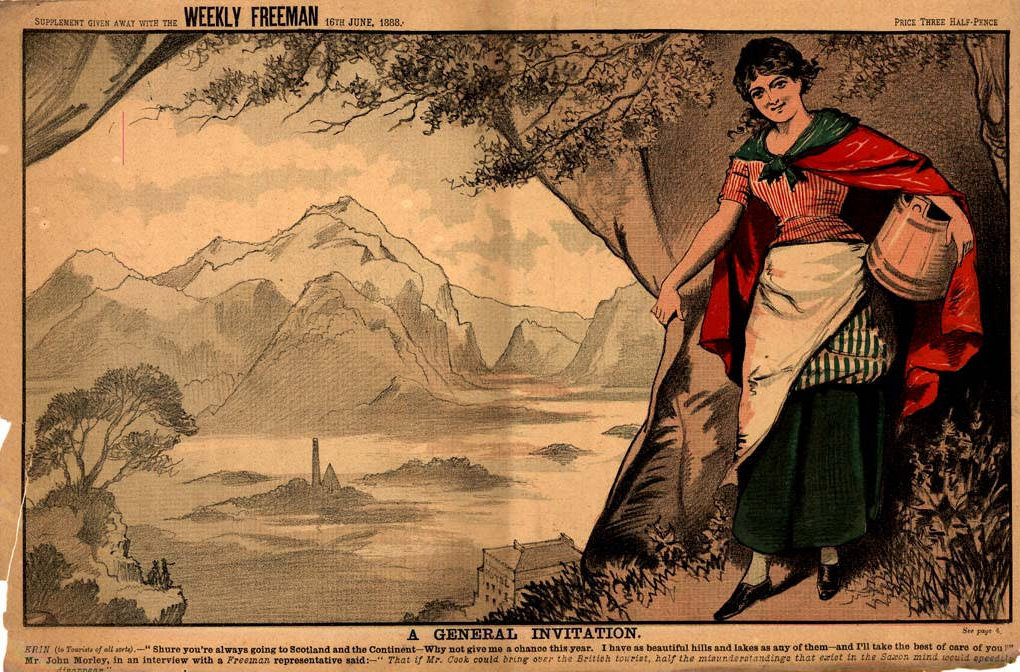
Erin invita a los ingleses a visitar Irlanda